# Striglina minutula
Striglina minutula är en fjärilsart som beskrevs av Saalmüller 1880. Striglina minutula ingår i släktet Striglina, och familjen Thyrididae. Inga underarter finns listade i Catalogue of Life.